# Anochilia rufipes
Anochilia rufipes är en skalbaggsart som beskrevs av Ernst Gustav Kraatz 1893. Anochilia rufipes ingår i släktet Anochilia och familjen Cetoniidae. Inga underarter finns listade i Catalogue of Life.